# Helmer Hanssen

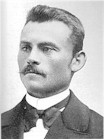
Helmer Hanssen

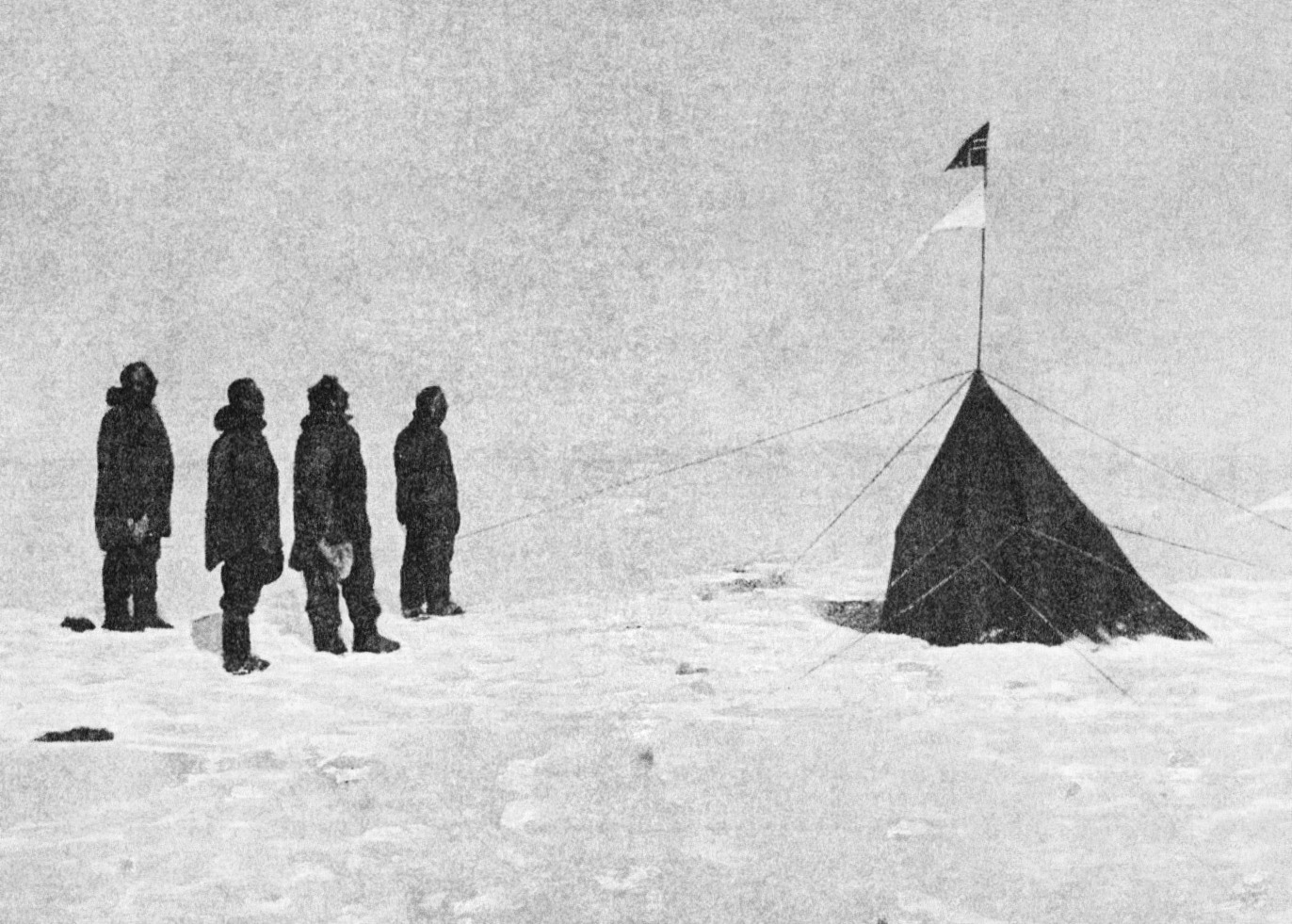
Amundsen, Hanssen, Hassel und Wisting am Südpol. Fotograf: Bjaaland

Helmer Julius Hanssen (* 24. September 1870 in Bjørnskinn, heute Teil der Kommune Andøy; † 2. August 1956 in Tromsø) war ein norwegischer Polarforscher. Er begleitete Roald Amundsen auf mehreren Expeditionen.

## Leben
Helmer Hanssen wuchs auf dem väterlichen Bauernhof in Bjørnskinn auf. Bis zu seinem 24. Lebensjahr half er seinem Vater in der Landwirtschaft und arbeitete saisonal im Fischfang. 1894 heuerte er auf einem Walfänger an, der in den Gewässern zwischen Jan Mayen und Spitzbergen Jagd auf Zwerg- und Weißwale machte. 1896 arbeitete er als Robbenschläger. Im März 1897 legte er in Kristiansund sein Steuermannsexamen ab. Anschließend fuhr er an Bord der Laura nach Nowaja Semlja. Im selben Jahr heiratete Hanssen und ließ sich mit seiner Frau in Tromsø nieder. Er fand eine Anstellung bei der Vesteraalens Dampskibsselskab und befuhr die norwegischen Küstengewässern und das Eismeer. Im Sommer 1898 charterte er die Ellida für die Robbenjagd in Spitzbergen und führte erstmals das Kommando über ein Schiff. 1901 verließ er seinen bisherigen Arbeitgeber und heuerte auf der Leander an, mit der er nach England, dem Schwarzen Meer und Hamburg fuhr.
Von 1903 bis 1906 nahm Helmer Hanssen, der inzwischen als erfahrener Eislotse galt, als zweiter Offizier an Roald Amundsens erfolgreicher Fahrt durch die Nordwestpassage an Bord der Gjøa teil. Während des fast zweijährigen Aufenthalts der Expedition in einem natürlichen Hafen an der Südostküste der King-William-Insel lernte er von den Inuit, wie man Schlittenhunde führt.
1910 machte er sich mit Amundsen auf, den Südpol zu erreichen, diesmal fuhr er als erfahrener Hundeführer mit. Außerdem war er für die Navigation verantwortlich und führte den Leitkompass auf seinem Schlitten mit sich. Am 14. Dezember 1911 erreichte er gemeinsam mit Roald Amundsen, Olav Bjaaland, Oscar Wisting und Sverre Hassel als erster Mensch den Südpol. Es ist wahrscheinlich, dass Hanssen während des Aufenthaltes am Südpol den mathematischen Punkt auf etwa 200 Meter genau passierte, für die navigatorischen Möglichkeiten der Expedition sehr genau.
1919 nahm Hanssen als Kapitän der Maud an Roald Amundsens Expedition durch die Nordostpassage teil. George Binney heuerte ihn 1924 für die Oxford University Arctic Expedition nach Nordwestspitzbergen an. 1926 begleitete Hanssen eine Filmcrew der UFA nach Spitzbergen und Nordostgrönland. Unter der Regie von Bernhard Villinger und mit Sepp Allgeier an der Kamera entstand der Film Milak, der Grönlandjäger. Zwei Jahre später wurde Hanssen Schiffsinspektor in Tromsø. 1936 publizierte er seine Autobiografie Die Reisen eines modernen Wikingers.
Für seine außergewöhnliche Seemannschaft auf Roald Amundsens Expeditionen im Norden und Süden der Welt wurde er als Ritter der Zweiten Klasse mit dem Sankt-Olav-Orden dekoriert. Roald Amundsen benannte Mount Hanssen in der Antarktis nach ihm.

## Schriften
- Die Reisen eines modernen Wikingers. Rutledge, London 1936
- Der harte Weg. Brockhaus, Wiesbaden 1955